# アルゼンチン・ペソ
アルゼンチン・ペソ (peso) は、アルゼンチンの通貨単位。国際通貨コード (ISO 4217) はARS。補助単位のセンターボ(1/100ペソ)も存在するが、インフレの進行で使用する機会がほとんどない為、実質的にはペソ単位へ一本化されている。

## 概要
1992年1月のペソ導入時から2001年12月までは、インフレの抑制を期して「1米ドル=1ペソ」のドルペッグ制を採用。自国通貨の発行量を保有外貨の範囲内に抑えながらハードカレンシーとの交換性を保証した結果、年率換算で5千％を超えていた悪性インフレは収束した。
大規模な規制緩和と為替リスクの解消を好感した海外からの資本流入が当初は順調に拡大していたが、ペッグ制への移行で表向きは米ドル圏に含まれるようになったのにもかかわらず、アルゼンチン経済がデフレ状態に転ずる1990年代半ばまで米国を上回るペースで物価の上昇が続いた為、その内容は徐々に投機的なものへと変質した。高利回り・高配当を謳って内外の投資家から注目を集めていたペソ建ての金融商品(主にアルゼンチン国債)が急騰するなど、金融市場の加熱も顕著となった。
しかし、1990年代後期に新興各国を一巡した通貨危機の影響でペッグ制からの離脱を断行した隣国ブラジルに比べ、割高となったアルゼンチン製品の輸出競争力が低下、景気は後退局面に入る。
2001年12月の債務不履行、所謂デフォルトに伴う金融バブルの崩壊が決定打となる形で、ペッグ制の時代は終焉を迎え、2002年1月6日、1ドル=1.4ペソの「公定レート」と「実勢レート」から成る「二重相場制」が暫定的に導入され、1か月後の2月11日からは変動相場制に完全移行した。米ドルとのペッグ制解消後、通貨の正式名称もこれまでの「Peso Convertible de Curso Legal」（兌換ペソ）から「Peso」に変更され、各紙幣に記載されていた兌換性に関する文言が削除された。
対外的には大幅な切り下げと信用の失墜に見舞われたペソであったが、国内物価の上昇は2002年の40%（年率、以下同）をピークに1年程度で沈静化した為、ペッグ制の導入以降極端に割高となっていたアルゼンチンの物価は経済の実情をほぼ反映した水準まで調整され、同国の輸出競争力も急速に回復した。以後(概ね2007年まで)インフレ率は毎年10％未満の比較的緩やかなペースで推移する。
世界的にインフレ圧力が強まった2008年頃より、民間の調査機関が「Sensacion de Bolsillo」（「懐感」インフレ率）を元に割り出している指標が25 - 30%と2002年のペッグ制離脱直後の水準に迫る勢いで急加速したのに対し、国家統計局 (INDEC)側の発表では10％前後の低い値が報告され続けるなど、両者間の隔たりが目立つようになる。加えて、ここ数年は当時の左派政権による執拗な妨害行為に屈したいくつかの民間調査機関が自主的に解散、もしくはアルゼンチンからの撤退を余儀なくされており、実勢に基づいた信ぴょう性の高い経済指標の入手は、公的な圧力の及ばぬ、物価問題に敏感な主婦層を中心に組織化が進んだ有志らによる草の根レベルのリサーチ活動を除くと、困難を極めていた。
IMFなど国際機関もこの状況を問題視しており、物価変動にスライドする形での調整が義務付けられている公債の利回りを抑える目的で経済指標の意図的な改ざん(価格が公的に統制されている等級の低い商品を調査対象により多く含める事で、INDECはインフレ率を実際より低く算出)を行っていたアルゼンチン政府(当時)に対し警告を度々発動していたが、調査方法が抜本的に見直される事はなかった。
2013年2月、アルゼンチン政府は消費者物価の時限凍結（同年4月1日より60日間）を骨子とした緊急経済対策をまとめたが、前政権の有力な支持組織（労働組合）の一つであった「労働総同盟」(CGT) は、通常は労組側と対立関係にある販売者団体・産業界などと共に、政府による価格統制の強化には反対の立場を表明した。
資本の国外流出に伴う外貨準備の逼迫を理由に、ペソからハードカレンシーへの交換を厳しく制限する管理フロート制が復活(2011年 - 2014年1月26日)したものの、ペソ貨を人為的に買い支える事で対外的な下落を表面上は抑えていたこの政策も徐々に行き詰まり、「メルカード・ネグロ」（非公式な個人間取引)では、自国通貨が公定レート（2014年1月末の時点で1米ドル=8ペソ）を遥かに下回る水準（同、1米ドル=10〜12ペソ）で自由に売買されるなど、経済の二重化が進行した。
カピタニッチ首相とキシリョフ経済相(共に当時)は2014年1月27日より自国民による外貨購入を部分的に緩和する事を発表した(同時に当時7ペソ弱であった対米ドルの公定レートを約20％切り下げ8ペソとした)。しかし、納税者としての公庫への「貢献度」に応じて銀行・私設両替所で購入可能な外貨の額が上下するという極めて特異な内容であり、同国で「ドラル・アスル(青いドル)」と通称されている非公認のレートが解消される事はなかった。
2014年7月末日、アルゼンチン経済は2001年12月以来2度目のデフォルトに陥り、対外的な信用は更に傷ついた。同年8月以降、ペソの下落傾向は顕著になっており、公定レートが対同年1月末比5％安の1米ドル＝8.4ペソであるのに対し、個人間の実勢に基づいた取引では1米ドル＝14ペソの大台を突破していた。
外貨の購入に際し、公定レートが実際に適用される事例は極めて少なく(外為業務を扱っている金融機関に申請しても通常は許可が下りない為)、国民の大半は自国通貨が公定レートの半値 - 6割程度で売買されている闇市場で外貨を調達せざるを得ない状態が続いていた。
2015年11月の大統領選挙(決選投票)を制し、翌12月に発足した中道右派のマウリシオ・マクリ連立政権は、外為関連の取引制限の解除を発表した。1米ドル＝9ペソ台に設定されていた公定レートが無くなり、前政権では非合法扱いとなっていた闇市場での値を基準とする変動レート(2016年1月現在、1米ドル＝14ペソ前後)に一本化される。
現地の言葉・事情に不慣れな外国からの来訪者の場合、余ったペソ貨を出国時に米ドルなどに再交換するのは困難となっている事に加え、米ドルとユーロにほぼ限定はされているものの、外貨がそのまま通用或いは外貨決済のみを受け付ける施設が都市部・観光地には多い為、現地通貨への両替は必要に応じて小刻みに行った方が賢明である。
クレジットカードによっては、物品・サービスの購入だけでなく、ATM(現金自動預払機)でのキャッシングを利用する事も可能ではあるが、前政権期には、引き出しが原則ペソ貨のみ(公定レート換算)となっていた為、現金・トラベラーズチェックを持ち込んでペソに交換した場合に比べ、条件的には著しく不利であった。
近隣諸国(主にアルゼンチンとの国境地帯)にはアルゼンチン・ペソの売買を扱っている私設両替所が存在するものの、その際(例：ペソのハードカレンシーへの再交換)に適用されるのは実勢レートとなる。また、米ドルやユーロなどに比べ「売り」と「買い」の差額が大きいのも特徴である。
2018年以降に加速したインフレにより地方などでは現金取引の方が好まれることが多く、クレジットカードやデビットカードを利用できる店舗が減少。2019年以降は通貨の動きを厳しく統制することでペソ高の維持を図ったため、公定為替レートよりも低い価値で取引される状況が続いた。
2023年の大統領選挙では、アルゼンチン・ペソを廃止して米ドルに切り替える公約を掲げたハビエル・ミレイが当選した。ハビエル・ミレイは選挙期間中、自国通貨の価値が過去4年間で90％も急落したことを指摘した上で「排せつ物」以下の価値しかなくなったと主張した。就任直後の2023年12月12日には経済的なショック療法を目的として対米ドルで通貨切り下げを実施すると発表し、これにより公定為替レートは1米ドルあたり約391ペソから800ペソに下落した。

## 経緯
1813年に従来の「レアル・エスパニョル・コロニアル」（スペイン植民地レアル）に替わる初めての独自通貨「レアル・アルヘンティーノ」(R$A) の発行が開始されたものの、1888年11月5日の通貨改革で「ペソ・モネダ・ナショナル」(m$n) が導入されるまでアルゼンチン国内では複数の貨幣単位が併用されていた：
- 「ペソ・フエルテ」($F)：金（エスクード金貨）と銀（レアル銀貨・ソル銀貨）に裏打ちされた本位貨幣 (1826 - 1888)。「1$F=8レアル（ソル）」及び「1エスクード=2$F=16レアル（ソル）」の比率で金と銀に交換できた。
- 「ペソ・モネダ・コリエンテ」($m/c)：「ペソ・パペル」（紙ペソ）とも呼ばれていた非本位貨幣 (1826 - 1888)。発行が開始された1826年当時は$Fと等価であったが、その後の切り下げで大幅に減価。1867年から1876年までの期間に限り「1$F=25$m/c」の比率で金への交換が認められていた。

上記2種類のペソに加え、外国通貨も自由に流通するなど、アルゼンチンの貨幣政策は混乱を極めていたが、1888年の通貨改革（m$nへの一元化及び十進法の完全採用）によってようやく平定化された。新旧両貨の交換は「1m$n（新ペソ）=1$F=25$m/c」の比率で実施。
若干の改定（金本位制からの一時的な離脱や交換比率の変更など）を繰り返しながらも、価値の安定した通貨である点には変わりがなかったm$nだったが、1929年の世界恐慌で状況が一変（この年を最後に金本位制から完全に離脱）。第二次世界大戦の勃発に伴う特需景気（食料輸出の激増）で莫大な外貨収入を得たのにもかかわらず、戦後は政情不安や経済政策の失敗が相次いだため、m$nの価値は更に下落した。以後、インフレの進行による桁数の増加に対処する目的で、過去4回通貨単位の呼称が変更されている（括弧内はデノミ率及び実施直後の対U$Sレート）。
- 1970年1月1日 　「ペソ・モネダ・ナシオナル」→「ペソ・レイ ($)」（100分の1 U$S1=$3.5）
- 1983年6月1日 　「ペソ・レイ」→「ペソ・アルヘンティーノ ($a)」（10,000分の1 U$S1=$a11.5）
- 1985年6月15日　「ペソ・アルヘンティーノ」→「アウストラル (₳)」（1,000分の1 U$S1=₳0.85）
- 1992年1月1日 　「アウストラル」→「ペソ ($)」（10,000分の1 U$Sと等価）

なお、アルゼンチン同様スペイン統治時代の名残で自国の通貨単位を「ペソ」としている国が今でも複数存在する中南米諸国や旧宗主国のスペインでは、他のペソとの混同を避ける目的で「ペソ・アルヘンティーノ」（アルゼンチン・ペソ）の呼称が常用されている（「アウストラル時代」の約5年半を除く）。

## 流通硬貨と紙幣

### 硬貨
1992年のペソ貨導入時は1・5・10・25・50センターボの5種であったが、1994年に1ペソ硬貨が追加され計6種となる (2001年まで)。
不定期に硬貨の改鋳が繰り返された結果、額面・デザインは同一でも材質は発行年毎に異なる場合がある（5・10・25各センターボがこれに該当）。
1センターボ硬貨は2001年を以って廃止されている。ペッグ制導入後の物価高で5センターボ未満の所謂「端数」は四捨五入される事が珍しくなかった事に加え、首都圏に比べ総体的に物価が割高な地方都市や郡部では流通自体が皆無となっていた為、その影響はごく限られたものであった。
法的には5・10・25・50センターボと1ペソ・2ペソ (2011年 - ) の流通が認められているものの、インフレの進行と電子取引の普及で5ペソ未満の硬貨が用いられる事はなく、仮に1ペソ未満の「端数」が発生したとしても、切り捨てもしくはペソ単位への切り上げで対応するのが一般的である。
2022年3月9日、アルゼンチン中央銀行は硬貨の製造を停止すると決定した。決定の直前数日の間に銅とニッケルの相場が約3倍に高騰したことにより、この決定は避けられないものとなった。2017年12月より、それまでのデザインを一新した1・2・5・10ペソの硬貨が流通していたが、インフレーションの進行により購買力は失われ、さらに金属価格の高騰により材料費が額面を上回る事態となった。そこでやむなく先述の決定に至ったのだが、5・10ペソの硬貨は日常生活における必要性が残っており、製造停止には批判もある。
「記念硬貨」の発行は随時行われており、卑金属材質の「Circulated Quality」（同一額面の「通常貨幣」と等価で流通）の他に、「Brillant Incirculated」と呼ばれるコレクター向けに貴金属で特別鋳造された硬貨（1993年に発行された5ペソ金貨など）も存在する。
| 流通硬貨(1992年~2017年) | 流通硬貨(1992年~2017年) | 流通硬貨(1992年~2017年)                 | 流通硬貨(1992年~2017年)                                   | 流通硬貨(1992年~2017年) |
| 額面                    | 表面の図柄              | 裏面の図柄                              | 材質                                                      | 発行年                  |
| ----------------------- | ----------------------- | --------------------------------------- | --------------------------------------------------------- | ----------------------- |
| 1ctv                    | 額面                    | En Unión y Libertad(統一と自由において) | アルミニウム青銅('92-'93)→青銅('93-'00)                   | 1992-2001               |
| 5ctv                    | 額面                    | 五月の太陽                              | ジュラルミン('92-'93及び'04-'05)→白銅('93-'95)→黄銅('06-) | 1992-                   |
| 10ctv                   | 額面                    | 国章                                    | ジュラルミン('92-'94及び('04-'06)→黄銅('06-)              | 1992-                   |
| 25ctv                   | 額面                    | カビルド（ブエノスアイレス市議会）      | ジュラルミン('92-'93及び'09-)→白銅('93-'94及び'96)        | 1992-                   |
| 50ctv                   | 額面                    | トゥクマンの館                          | ジュラルミン                                              | 1992-                   |
| $1                      | 五月の太陽              | 国章                                    | 白銅(外周)・ジュラルミン(中心)                            | 1994-                   |
| $2                      | 額面                    | 五月の太陽                              | アルミニウム青銅(外周)・白銅(中心)                        | 2011-                   |

### 紙幣
1992年のデノミ時に1、2、5、10、20、50、100ペソが発行された（「第1シリーズ」）。サイズは旧アウストラル紙幣と同様、全金種で統一されている。“Peso”（ペソ）の後に、米ドルとのペッグ制に裏打ちされた紙幣である事を意味する文言“Convertible de Curso Legal”が記載されていた為、「ペソ・コンベルティブレ」（兌換ペソ）と呼ばれる事もあった。
1994年に1ペソ紙幣が、2011年に2ペソ紙幣がそれぞれ硬貨に置き換えられている。
「兌換ペソ」時代の1997年から1999年にかけて、デザインの一部が手直しされた「第2シリーズ」の紙幣への切り替えが随時実施され、「第1シリーズ」の紙幣は2000年までに流通から除外・回収を終えている。
2002年の米ドルとのペッグ制解消以降、「兌換性」に関する文言が各紙幣から削除されているが、「第2シリーズ」以降に発行された紙幣であれば、文言の有無に関係なく法的にはこれまで通り使用できる事にはなっている。
2012年より「第3シリーズ」への刷新が計画され、同年9月に肖像画の人物がエバ・ペロン元大統領夫人に変更された100ペソ紙幣が、2014年4月には領有権をめぐって現在もイギリスと係争しているフォークランド諸島(アルゼンチン名「マルビナス諸島」)が描かれた50ペソ紙幣がそれぞれ発行された。2015年より20ペソ以外の低額紙幣も順次刷新されたが、その後すぐに「第4シリーズ」への置き換えがなされた為ほとんど流通せずに発行が終了した。
2015年には「5月広場の母たち」(所謂「国家再編成プロセス」時に行方不明となった若者・乳児の消息及び事件の真相究明を求めて結成されたアルゼンチンの人権団体)の活動を記念した100ペソ札が加わると発表されたが、実際の発行には至っていない。
| 流通紙幣（2002年~2015年） | 流通紙幣（2002年~2015年） | 流通紙幣（2002年~2015年） | 流通紙幣（2002年~2015年）                                            | 流通紙幣（2002年~2015年）                                              | 流通紙幣（2002年~2015年） |
| 額面                      | 寸法                      | 色                        | 図柄(表)                                                             | 図柄(裏)                                                               | 発行年                    |
| ------------------------- | ------------------------- | ------------------------- | -------------------------------------------------------------------- | ---------------------------------------------------------------------- | ------------------------- |
| $2                        | 155 × 65 mm               | 青                        | バルトロメ・ミトレ                                                   | ミトレ博物館                                                           | 2002-                     |
| $5                        | 155 × 65 mm               | 緑                        | ホセ・デ・サン・マルティン                                           | メンドサ州の栄光の丘                                                   | 2002-                     |
| $10                       | 155 × 65 mm               | 茶                        | マヌエル・ベルグラーノ                                               | 「国旗記念碑 (アルゼンチン)」                                          | 2002-                     |
| $20                       | 155 × 65 mm               | 赤                        | フアン・マヌエル・デ・ロサス                                         | ブエルタ・デ・オブリガドの戦いを描いた絵画                             | 2002-                     |
| $50                       | 155 × 65 mm               | 黒                        | ドミンゴ・ファウスティーノ・サルミエント                             | カサ・ロサダ                                                           | 2002-                     |
| $50                       | 155 × 65 mm               | 空                        | フォークランド諸島とサウスジョージア・サウスサンドウィッチ諸島の地図 | ガウチョのアントニオ・リベロとダーウィン墓地、軍艦ヘネラル・ベルグラノ | 2014-                     |
| $100                      | 155 × 65 mm               | 紫                        | フリオ・アルヘンティーノ・ロカ                                       | 荒野の征服を描いた絵画                                                 | 2002-                     |
| $100                      | 155 × 65 mm               | 紫                        | エバ・ペロン                                                         | アラ・パキスのテルースのレリーフ                                       | 2012-                     |

### 全面的な見直しへ
6割強の流通量を占める100ペソ紙幣が実勢レート換算で10米ドル以下に目減りし、現金決済時に支障をきたしている中、高額紙幣(200ペソと500ペソ)の追加発行を求める議案が当時の野党系会派(現与党第一党の急進党など)から提出されていたが、高インフレの存在そのものを否定していた当時の左派政権がその求めに応じる事はなかった。
政権交代から約1ヶ月経過した2016年1月15日、アルゼンチン中央銀行は貨幣のデザイン及び金種体系の全面的な見直しに着手する事を発表した。
- インフレによる貨幣の減価を認め、有名無実化した補助単位センターボ（1/100ペソ）は法的に廃貨（→ペソ単位に一元化）。
- 2016年中に第3シリーズから政治色を廃し、表面にアルゼンチン各地の動物、裏面にそれらの動物が生息する地域の風景をそれぞれ配置した「第4シリーズ」の200・500・1000ペソ紙幣を新規に発行、2017年より20・50・100ペソ紙幣を「第4シリーズ」に刷新。後者の3金種に関しては古い紙幣との間に一定の併用期間を設置。
- 2017年より新1・2・5・10ペソ硬貨を新たに発行。こちらも旧貨との併用後、置き換え。

その後2022年5月24日に第3シリーズに似通ったデザインに回帰した「第5シリーズ」への全金種の刷新を発表し、当日より刷新された1000ペソ紙幣が、1年後の2023年5月23日より新たに2,000ペソ紙幣が流通を開始した。その後インフレは加速し、低額紙幣の刷新は棚上げされ、2024年5月7日には10,000ペソ紙幣（当時のレートで11USドル、1700円に相当）、2024年11月14日には20,000ペソ紙幣の流通が開始され、更に50,000ペソ紙幣の発行も計画されている。

## 新通貨導入構想
ブラジルとの共通通貨導入は長年議論されており、2019年には新通貨『レアル・ペソ』を創設することで両国首脳が合意したものの、ブラジル中央銀行が慎重姿勢を保ち実現しなかった。2023年にはまた別の共通通貨導入で両国首脳が協議を再開する見込みと報じられている。
2023年11月に行われた大統領選挙において、アメリカ合衆国ドルをアルゼンチンの通貨に制定させることを公約に掲げるハビエル・ミレイ候補が当選したことにより、将来的にアルゼンチン・ペソに代わってアメリカ合衆国ドルがアルゼンチンの法定通貨になることも予想されている。